# ميلاد زكيبور
ميلاد زكيبور (23 نوفمبر 1995 بشالوس في إيران - ) هو لاعب كرة قدم إيراني في مركزي جناح ‏ والدفاع. لعب مع نادي نفط طهران.

## وصلات خارجية
- ميلاد زكيبور على موقع قاعدة بيانات كرة القدم.إي يو (الإنجليزية)
- ميلاد زكيبور على موقع Soccerway.com (الإنجليزية)